# Azlor
Azlor (Aflor en aragonés) es un municipio de la comarca Somontano de Barbastro en la provincia de Huesca, situado a la entrada de un valle denominado Val de Alferche, junto al barranco de La Clamor, en terreno cubierto de piedras areniscas, sobre una de las cuales hay una torre a la que facilitan su entrada cuarenta escalones practicados en la misma piedra. Su distancia a Huesca es de 44 km.

## Escudo
Escudo cuadrilongo, de base circular. Cortado: primero de azur, castillo de plata aclarado de gules, acostado de dos podaderas de plata con la empuñadura de oro, en palo y afrontadas; segundo de oro con los cuatro palos de gules de Aragón. Al timbre, Corona Real abierta.

## Bandera
Se presenta un paño azul, de proporción 2/3, formada por 2 franjas horizontales de la misma anchura, azul la superior y blanca la inferior, y a 1/3 del asta una franja vertical, amarilla en sus extremos y roja en el centro.

## Historia
- De realengo hasta 1137, por lo menos, por tener tenentes (Ubieto Arteta, Los Tenentes, p. 129)
- El 8 de enero de 1200 el rey Pedro II de Aragón dio a Miguel de Resún la villa de Azlor a cambio de otros bienes (SINUÉS, nº. 396 y 397)
- El 16 de junio de 1326 el rey Jaime II de Aragón vendió Azlor (SINUÉS, nº. 466)
- En 1518 - 1519 era aldea de Barbastro (Colás-Salas, Movimientos sociales en Barbastro, En "Estudios, 79" (Zaragoza 1979), p. 174)
- En 1610 era aldea de Barbastro (Labaña, p. 89)
- El Gobierno de Aragón en su reunión del día 19 de marzo de 1997, autorizó al Ayuntamiento de Azlor, la adopción de su escudo y bandera municipal.

## Administración y política

### Últimos alcaldes de Azlor
| Período   | Alcalde                      | Partido    |  |
| --------- | ---------------------------- | ---------- |  |
| 1979-1983 | José Luis Monclús Cebollero  | PSOE       |  |
| 1983-1987 |                              |            |  |
| 1987-1991 |                              |            |  |
| 1991-1995 |                              |            |  |
| 1995-1999 |                              |            |  |
| 1999-2003 |                              |            |  |
| 2003-2007 | Isabel de Pablo Melero       | PSOE       |  |
| 2007-2011 |                              | PSOE       |  |
| 2011-2015 | María Isabel de Pablo Melero | PSOE       |  |
| 2015-2019 | María Isabel de Pablo Melero | PSOE       |  |
| 2019-2023 | Montserrat Galindo Altemir   | Ciudadanos |  |

### Resultados electorales
| Elecciones municipales |      |      |      |      |
| Partido                | 2003 | 2007 | 2011 | 2015 |
| PSOE                   | 4    | 4    | 4    | 4    |
| PP                     | 1    | 1    | -    | 1    |
| PAR                    |      |      | 1    | -    |
| CHA                    |      | -    |      |      |
| Total                  | 5    | 5    | 5    | 5    |

## Demografía
Azlor cuenta con una población de 157 habitantes (INE 2024).
| Gráfica de evolución demográfica de Azlor entre 1842 y 2021                                                         |
| |
| Población de derecho según los censos de población del INE Población de hecho según los censos de población del INE |

| 1900 | 1910 | 1930 | 1940 | 1950 | 1960 | 1970 | 1981 | 1986 | 1992 | 2001 | 2011 | 2021 |
| ---- | ---- | ---- | ---- | ---- | ---- | ---- | ---- | ---- | ---- | ---- | ---- | ---- |
| 494  | 470  | 447  | 400  | 323  | 331  | 270  | 229  | 214  | 187  | 159  | 133  | 148  |

## Monumentos
- Iglesia parroquial dedicada a Nuestra Señora de las Victorias (gótico aragonés).
- Ermita de San José.
- Pantano de los moros (embalse de la Fondota de finales del siglo XVIII).
- Fuente y lavadero de Labanera.
- Casas solariegas: Casa Palacio, Casa Barón, con galería de arcos de ladrillo y alero de madera, Casa Turia, Casa Zamora y Casa Eduardo.

## Economía

### Evolución de la deuda viva municipal
| Gráfica de evolución de Deuda viva del Ayuntamiento de Azlor entre 2008 y 2019                                |
| |
| Deuda viva del Ayuntamiento de Azlor en miles de Euros según datos del Ministerio de Hacienda y Ad. Públicas. |

## Fiestas
- Día 5 de febrero en honor a Santa Águeda
- Día 15 de mayo en honor a san Isidro
- Último fin de semana de agosto en honor a la Virgen del Rosario

## Personas destacadas
- Monseñor José Jordán Blecua, mártir por Cristo en la Guerra Civil.
- En el pasaje relatado en la Crónica de San Juan de la Peña relativo a la Campana de Huesca aparece Miguel Azlor como uno de los decapitados. El historiador Antonio Ubieto Arteta constató que «solamente uno de los nobles mencionado en la Crónica de San Juan de la Peña, Miguel de Azlor, era coetáneo del rey Ramiro y que el resto o no fueron ricoshombres o solo se atestiguan durante los reinados de Jaime II (1213-1276) y Pedro III (1276-1285), incluso de alguno hay que trasladar su existencia hasta principios del siglo xiv».[11]